# Sony Alpha 7 II

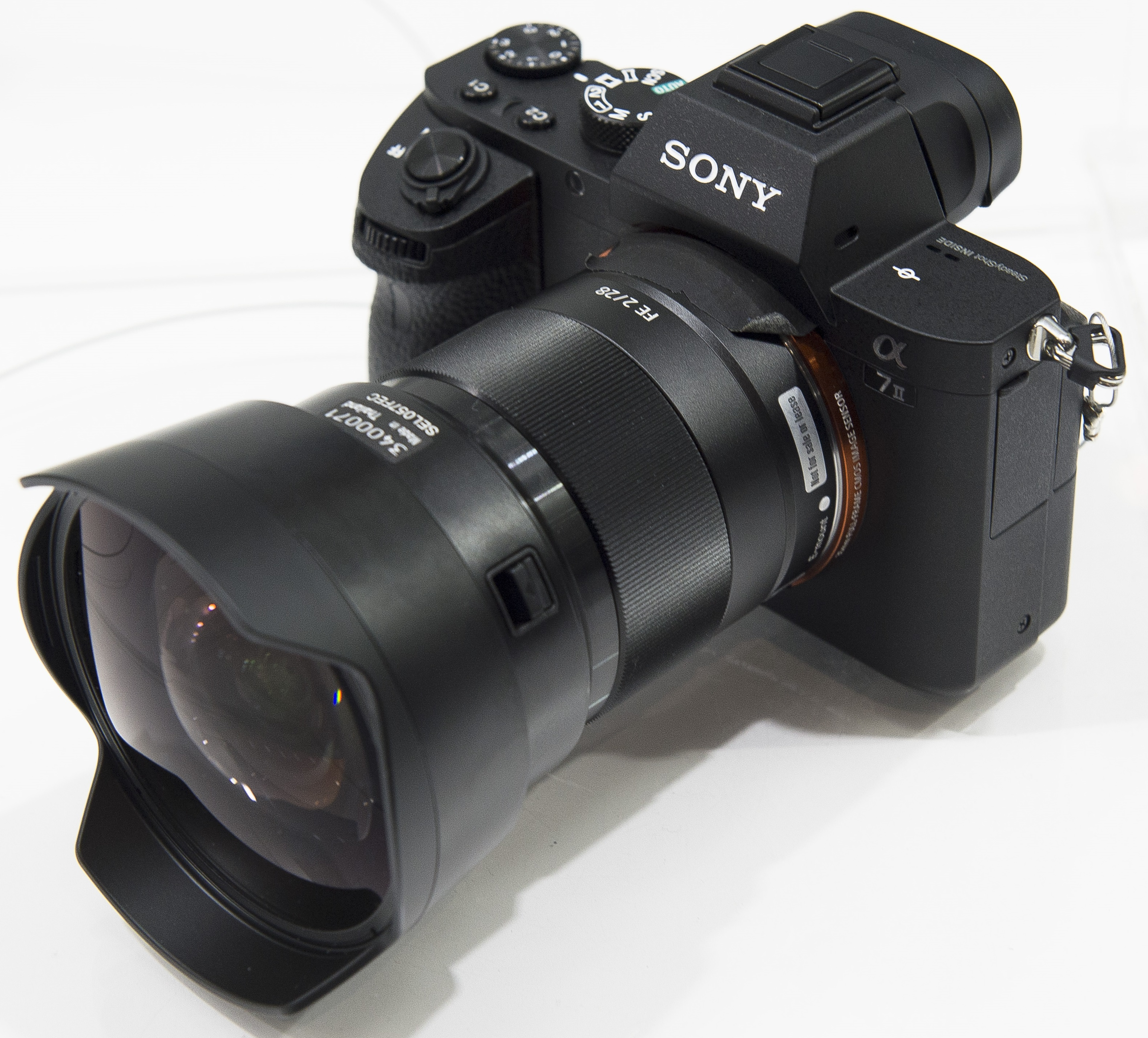
ejemplar cámara Sony a7 II

La Sony α7 II (modelo ILCE-7M2) es una cámara sin espejo de objetivos intercambiables full-frame anunciada por Sony el 20 de noviembre de 2014.

## Historia
Sony Corporation o comúnmente referida como Sony, es una empresa multinacional japonesa con sede en Minato, Tokio (Japón), y uno de los fabricantes más importantes a nivel mundial en electrónica de consumo: audio y vídeo, computación, fotografía, videojuegos, telefonía móvil y productos profesionales.
Sony produce su propia línea de cámaras digitales desde 1996 bajo la marca Cyber-shot. Su primer modelo fue el DSC-F1, una compacta de 0.31 megapíxeles.9
En 2006 Sony amplió su rango de productos con el lanzamiento de su primera cámara digital réflex, la Konica Minolta 100 DSLR, y del primer móvil Sony Ericsson con la insignia Cyber-Shot, la serie K.
Para el desarrollo de su nueva línea Sony α, Sony adquirió la división de fabricación de cámaras de Konica Minolta.
Salvo la α900 y la α850, estas cámaras utilizan formato APS-C con factor de multiplicación de la distancia focal de 1,5x. Son compatibles con las lentes autofocus de sus predecesoras Minolta, como así también de objetivos de otras marcas, tales como Tokina, Tamron, Sigma, etc, diseñados para esta montura.
Todos los modelos incluyen en el cuerpo un sistema de estabilizador de imagen mecánico (SuperSteadyShot), el cual reduce la trepidación y permite disparar hasta tres pasos de diafragma extra para que las tomas no salgan movidas. La ventaja que implica este sistema, es que el usuario no debe invertir dinero extra en lentes estabilizados ópticamente.
En esta línea, algunos de los modelos más relevantes que preceden a la Sony Alpha 7 R II, son: 
- Sony α450: presentada en enero de 2010: CMOS de 14,60 MP (efectivos: 14,20 MP) y TFT de 2,70 pulgadas. Incluye entre sus pocas novedades la nueva función bautizada por Sony como Auto HDR.

- Sony α290: presentada junio de 2010: CCD de 14,90 MP (efectivos: 14,20 MP) y TFT de 2,70 pulgadas.

- Sony α390: presentada junio de 2010: CCD de 14,90 MP (efectivos: 14,20 MP) y TFT de 2,70 pulgadas.

- Sony α580: presentada junio de 2010: CCD de 16,20 MP y TFT de 2,70 pulgadas.

Pero sin duda, en la actualidad, el orgullo de Sony es la Sony Alpha 7 R II, la cual resultó de la gama Sony Alpha 7, al cual le siguieron la Sony Alpha 7 R, la espectacular Alpha 7s, fue la tercera y ahora parece que les tocaba evolucionar: las Alpha 7 originaria, por la versión mejorada la Alpha 7 II y esta nueva Sony Alpha 7R II, que es la evolución de la Alpha 7R.

## Características
Aunque sus características son las mismas que las de otras cámaras, porque lo cierto es que todas ofrecen las mismas posibilidades en cuanto a la ISO, apertura en la obturación de la luz y las diversas formas de capturar la distinta pigmentación por píxel por pulgada. Podríamos decir que esta increíble cámara se diferencia del resto debido a que potencia estas características dejando a otros modelos en una situación de inferioridad respecto a ella.
Sony Alpha 7 R II, posee un sensor de imagen CMOS retro-iluminado de fotograma completo con 35 mm y 42,4 megapíxeles, este sensor aumenta la eficiencia de acumulación de luz, expande la escala de circuitos y, con la ayuda de una capa de cableado de cobre de transmisión rápida, logra una salida unas 3,5 veces más rápida, al tiempo que minimiza el ruido de la imagen para dejar ver detalles precisos en cada fotografía. Además, la cámara no usa ningún filtro óptico de paso bajo que pueda poner en peligro la alta resolución. Para reducir la borrosidad, el nuevo obturador de vibración reducida de la cámara minimiza la vibración causada por el movimiento del obturador y el modo de disparo silencioso la elimina. Por otra parte, esta gama posee una cantidad cada vez mayor de lentes FE que permite al usuario disfrutar más la incomparable nitidez que el sensor proporciona desde todos los puntos de vista.
Para optimizar las ventajas de la impresionante capacidad de alta resolución de la α7R II, especialmente si quieres capturar acciones impredecibles o si estás en movimiento, el acto de grabar debe ser lo más estable posible. De lo contrario, incluso un ligero temblor de la cámara podría volver la toma borrosa. El sistema de estabilización de imagen de 5 ejes se ha modificado con precisión para ajustarlo al rendimiento de 42,4 megapíxeles de la α7R II, por lo que podrás acercar objetos lejanos, fotografiar primeros planos y capturar escenas nocturnas minimizando la borrosidad por vibración de la cámara para obtener la máxima nitidez.
Es por lo tanto la primera cámara Sony sin espejo que implementa la estabilización en el cuerpo. Puede reducir 4,5 pasos según el estándar CIPA. Si la lente que colocamos cuenta con estabilización, la cámara reconoce la posibilidad, y la tiene en cuenta para trabajar de forma conjunta.
No nos olvidemos de que cuenta con conectividad WiFi y NFC. A la hora de guardar los datos, la oferta de tarjetas es la siguiente: SD, SDXC, SDHC, MemoryStickDuo, Pro Duo y Pro-HG Duo.
Lo siguiente a destacar son las mejoras en el sistema de enfoque, con una mayor velocidad de respuesta, algo bienvenido, ya que no era el punto más destacado de los modelos existentes. El sistema híbrido de enfoque cuenta con 117 puntos en la detección de fase, y 25 para contraste.
El modelo de cámara α7R II está optimizada para la grabación de vídeo 4K (QFHD: 3840 x 2160), especialmente en el formato Super 35 mm, ya que procesa los datos de lectura de cada píxel sin agrupamiento de píxeles para suprimir de forma eficaz los bordes cortados y el muaré. El metraje resultante cuenta con detalles visiblemente más nítidos, precisos y sutiles de lo que viene siendo habitual en el vídeo 4K. Además, como la primera cámara de fotograma completo del mundo capaz de grabar vídeo con resolución 4K en formato de fotograma completo de 35 mm, la α7R II amplía tu potencial para expresar cualidades de visión que solo el nuevo sensor de imagen retroiluminado hace posible.
La Sony α7R II lleva la resolución de imagen, la sensibilidad (hasta ISO 1024004) y la velocidad de respuesta a otro nivel. El rápido sistema de enfoque automático híbrido cuenta con una amplia cobertura de AF con detección de fases en un plano de zona amplia que mantiene enfocado al sujeto de forma precisa en toda el área de la imagen, mientras que sus 5 ejes de estabilización de imagen reducen la borrosidad que suele aparecer cuando no se usa trípode. La α7R II es la cámara α más resistente y duradera hasta la fecha. Su diseño robusto está preparado para la acción en todo tipo de condiciones, incluso con grandes lentes. También cuenta con un diseño sofisticado, al integrar funciones avanzadas que complementan perfectamente la extraordinaria alta resolución de 42,4 megapíxeles del sensor de imagen.
Desde el punto de vista del diseño hay algún cambio, por ejemplo, se introduce una empuñadura con más agarre. El otro añadido importante lo tenemos en la incorporación de un dial situado en el botón de disparo.
El cuerpo de la cámara sigue construido en aleación de magnesio, que le permite conseguir un peso de 556 gramos - con batería -. Las dimensiones completas de la cámara son reducidas, 127 x 96 x 60 milímetros.
No nos olvidamos del monitor, que es de tipo LCD con 3 pulgadas de tamaño en su diagonal. 
En definitiva la dimensión Fotográfica y Videográfica de la cámara es diferente a cualquier otro producto existente en el mercado y haciendo una buena elección en la lente a utilizar , los resultados que podrás obtener con ella no son comparables con otros modelos de cámaras incluyendo las lanzadas por la propia compañía Sony.

## Accesorios
Respecto a los accesorios compatibles con la Sony alpha 7 R II,  podemos destacar el objetivo Sony 90mm f2.8 macro , muy apropiado para este tipo de sensores y sin descartar las ópticas fijas que ya conocíamos en Montura E aptos al formato completo de 35 mm como Sony 35mm f1.4 Distagon T Zeiss , Sony 55mm f1.8 Carl Zeiss Sonnar T OSS , sin descartar igualmente las dos ópticas zum firmadas por Zeiss también Sony 16-35mm f4 ZA OSS Zeiss Vario Tessar y el estándar de la serie Sony 24-70mm f4 Carl Zeiss Vario Tessar.
Para los que quieran sacar el máximo rendimiento en el mundo vídeo quizás deban optar por el objetivo específico Sony 28-135mm f4 G OSS FE PZ 
Por otra parte, gracias a sus sensores de formato completo sin el filtro de paso bajo incorporado, pueden llegar a competir con cámaras de mayor formato, tipo Hasselblad, 
Otros accesorios que podemos incorporarle a la Alpha 7 R II, fabricados por la propia compañía serían:
- El modelo de flash HVL-F60. Un disparador de flash ligero y potente con un número de guía 60 (GN60), LED de 1.200 lux y sistema de rebote rápido para conseguir fotos con iluminación de experto en todo momento.

- El kit de adaptador y micrófono XLR-K2M: reduce las vibraciones y te permite ajustar fácilmente el sonido para conseguir el ajuste ligero. El kit de adaptador permite una respuesta en frecuencia direccional perfecta y resulta la mejor elección para bodas, entrevistas e incluso ver pájaros.

- El modelo de trípode con mando a distancia VCT-VPR1: Este ligero trípode con mando a distancia te permite calcular el ángulo y el zum desde lejos. El cabezal de fricción de aceite ofrece panorámicas fluidas en cualquier dirección y el botón de línea de cuadrícula te permite comprobar la precisión de la alineación de la toma en todo momento.
- El soporte para accesorios VCT-55LH: este soporte nos permite añadir más accesorios que requieran soporte frío, por ejemplo, un flash o un micrófono externo. Es ideal para su uso con el monitor de vídeo LCD con clip CLM-V55. También se puede utilizar con la videocámara HD con lentes intercambiables NEX-VG10E. Además cuenta con un soporte plegable que facilita el transporte y el almacenamiento.